# Municipio de Egeland
El municipio de Egeland (en inglés: Egeland Township) es un municipio ubicado en el condado de Day en el estado estadounidense de Dakota del Sur. En el año 2010 tenía una población de 90 habitantes y una densidad poblacional de 0,81 personas por km².

## Geografía
El municipio de Egeland se encuentra ubicado en las coordenadas 45°12′31″N 97°18′43″O / 45.20861, -97.31194. Según la Oficina del Censo de los Estados Unidos, el municipio tiene una superficie total de 111.41 km², de la cual 107,5 km² corresponden a tierra firme y (3,51 %) 3,91 km² es agua.

## Demografía
Según el censo de 2010, había 90 personas residiendo en el municipio de Egeland. La densidad de población era de 0,81 hab./km². De los 90 habitantes, el municipio de Egeland estaba compuesto por el 94,44 % blancos, el 5,56 % eran amerindios. Del total de la población el 0 % eran hispanos o latinos de cualquier raza.